# Acumontia alluaudi
Acumontia alluaudi is een hooiwagen uit de familie Triaenonychidae. De wetenschappelijke naam van Acumontia alluaudi gaat  terug op Roewer.